# Impressora de tinta sólida
A impressora de tinta sólida é uma impressora usada principalmente nos sectores de embalagens e desenho industrial; são famosas por imprimir numa variedade de tipos de papel. Como o nome implica, tais impressoras usam espetos de tinta endurecidos, que são derretidos e espirrados através de pequenos bocais na cabeça de impressão. O papel é então enviado através de um rolamento fusor, que por sua vez força a tinta sobre o papel.
Esse tipo de impressora é ideal para provas e protótipos de novos modelos de embalagens de produtos. Sendo assim, a maioria das empresas de serviços não tem necessidade deste tipo de impressora.